# Nijō In no Sanuki
Nijō In no Sanuki (二条院讃岐?   ¿1141? - ¿1217?) fue una poetisa japonesa que vivió en las postrimerías de la era Heian e inicios de la era Kamakura. También era conocida como Nai Sanuki (内讃岐?) o Chūgū Sanuki (中宮讃岐?). Su padre fue Minamoto no Yorimasa.

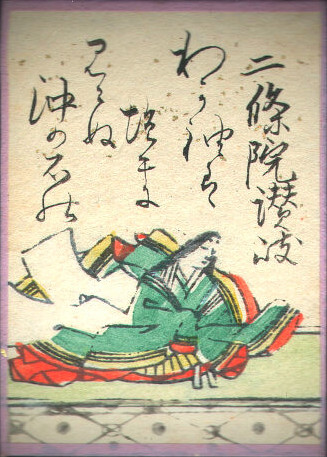
Nijō In no Sanuki, en el Hyakunin Isshu.

Fue sirvienta del Emperador Nijō (Nijō In), y después de la muerte de éste en 1165 contrajo matrimonio con Fujiwara no Shigeyori. También durante este periodo se vuelve una poetisa popular del waka con la obra Kasen Rakugaki (歌仙落書?). Hacia 1190, vuelve a ser sirvienta, de la Emperatriz (Chūgū) Kujō Ninshi de Gishū Mon In, esposa del Emperador Go-Toba, aunque posteriormente renuncia como sirvienta y en 1196 se convierte en una monja budista.
Estuvo en varios círculos poéticos del Emperador Go-Toba y del Emperador Juntoku, y participó en varios concursos de waka. Hizo su colección personal de poemas, el Nijō In no Sanuki-shū (二条院讃岐集?). Es mencionada como una de las treinta y seis mujeres inmortales de la poesía y uno de sus poemas está incluido en la lista antológica Hyakunin Isshu. También algunos de sus poemas fueron incluidos en la antología imperial Senzai Wakashū.